# Ksantoksin dehidrogenaza
Ksantoksin dehidrogenaza (EC 1.1.1.288, ksantoksin oksidaza, ABA2) je enzim sa sistematskim imenom ksantoksin:NAD+ oksidoreduktaza. Ovaj enzim katalizuje sledeću hemijsku reakciju
ksantoksin + NAD+ {\displaystyle \rightleftharpoons } abscisinski aldehid + NADH + H+
Za rad ksantoksinske dehidrogenaze je neophodan molibdenski kofaktor. NADP+ ne može da zameni NAD+, i alkoholi kratkog lanca poput etanola, izopropanola, butanola i cikloheksanola ne mogu da zamene ksantoksin kao supstrat. Ovaj enzim učestvuje u biosintezi abscisinske kiseline u biljkama, zajedno sa EC 1.2.3.14 (abscisinski-aldehid oksidaza), EC 1.13.11.51 (9-cis-epoksikarotenoidna dioksigenaza) i EC 1.14.13.93 ((+)-abscisinska kiselina 8'-hidroksilaza). Abscisinska kiselina je seskviterpenoidni biljni hormon koji učestvuje u kontroli širokog opsega esencijalnih fizioloških procesa, uključujući razvoj semena, germinaciju i respons na stres.

## Literatura
- Nicholas C. Price; Lewis Stevens (1999). Fundamentals of Enzymology: The Cell and Molecular Biology of Catalytic Proteins (Third изд.). USA: Oxford University Press. ISBN 019850229X.
- Eric J. Toone (2006). Advances in Enzymology and Related Areas of Molecular Biology, Protein Evolution (Volume 75 изд.). Wiley-Interscience. ISBN 0471205036.
- Branden C; Tooze J. Introduction to Protein Structure. New York, NY: Garland Publishing. ISBN 0-8153-2305-0.
- Irwin H. Segel. Enzyme Kinetics: Behavior and Analysis of Rapid Equilibrium and Steady-State Enzyme Systems (Book 44 изд.). Wiley Classics Library. ISBN 0471303097.

## Spoljašnje veze
- Xanthoxin+dehydrogenase на 